# Transports en commun de Nuuk
Nuup Bussii est le réseau de transport en commun qui dessert la ville de Nuuk au Groenland depuis le 26 septembre 1980. Ce réseau est géré par Nuup Bussii A/S.

## Histoire
Avant la mise en place des services publics, les transports en commun dans la ville étaient exploités par des entrepreneurs privés. La volatilité et le prétendu manque de fiabilité des services ont incité l'ancienne municipalité de Nuuk à réglementer le trafic en établissant une compagnie de transport public supervisée par les autorités municipales. Nuup Bussii a ensuite été fondée le 26 septembre 1980,.
En 2005, Nuup Bussii A/S fête ses 25 ans
Depuis 2009, Nuup Bussii exploite le réseau de transport en commun pour la nouvelle municipalité de Sermersooq, reliant le centre-ville avec les quartiers périphériques de Nuussuaq, Qernertunnguit, Qinngorput et Quassussuup Tungaa.
En 2012, Nuup Bussii A/S circule entre 6h18 et 00h15. Les bus ont transportés 2 millions de passagers cette année là.
En 2016, nouvelle billétique électronique.
En 2017, lancement du nouveau site internet.
Aujourd'hui, l'entreprise appartient toujours à Nuup Kommunea, qui a entre-temps changé de nom pour devenir Kommuneqarfik Sermersooq. L'entreprise est toujours gérée comme une société anonyme.
Nuup Bussii A/S compte actuellement 31 employés et possède une flotte de 18 bus et 6 voitures.

## Le réseau

### Lignes 1, 2, 3
| Ligne | Caractéristiques | Caractéristiques                      | Caractéristiques                      | Caractéristiques                      | Caractéristiques                      | Caractéristiques                              | Caractéristiques                         | Caractéristiques                      | Caractéristiques                      |
| 1     | Akunnerit ⥋ Narsarsuaq | Akunnerit ⥋ Narsarsuaq                | Akunnerit ⥋ Narsarsuaq                | Akunnerit ⥋ Narsarsuaq                | Akunnerit ⥋ Narsarsuaq                | Akunnerit ⥋ Narsarsuaq                        | Akunnerit ⥋ Narsarsuaq                   | Akunnerit ⥋ Narsarsuaq                | Akunnerit ⥋ Narsarsuaq                |
| ----- | --- | ------------------------------------- | ------------------------------------- | ------------------------------------- | ------------------------------------- | --------------------------------------------- | ---------------------------------------- | ------------------------------------- | ------------------------------------- |
| 1     | Ouverture / Fermeture — / — | Longueur —                            | Durée 38 min                          | Nb. d’arrêts 19                       | Matériel —                            | Jours de fonctionnement L, Ma, Me, J, V, S, D | Jour / Soir / Nuit / Fêtes O / O / N / O | Voy. / an —                           | Exploitant Nuup Bussii A/S            |
| 1     | Desserte : - Villes et lieux desservis : Nuuk (Akunnerit, Eqalugalinnguit, Naluttarfik Malik, Tikiusaaq, Atuarfik Hans Lynge, Suloraq, Unaaq Kitaa, Igimaq, Unaaq, Asiarpak, Qattaaq, Paarnat, Eqalugalinnguit Tasiat, 400-rtalik, Røde etagehuse, Tuujuk, Kommuneqarfik, Nuuk Center, Narsarsuaq) |                                       |                                       |                                       |                                       |                                               |                                          |                                       |                                       |
| 1     | Autre : - Arrêts non accessibles aux UFR : — - Fréquences (Heures Pointe/ Heures Creuses) : HP 20 min / HC 40 min - Particularités : - Date de dernière mise à jour : 20 juin 2021. |                                       |                                       |                                       |                                       |                                               |                                          |                                       |                                       |

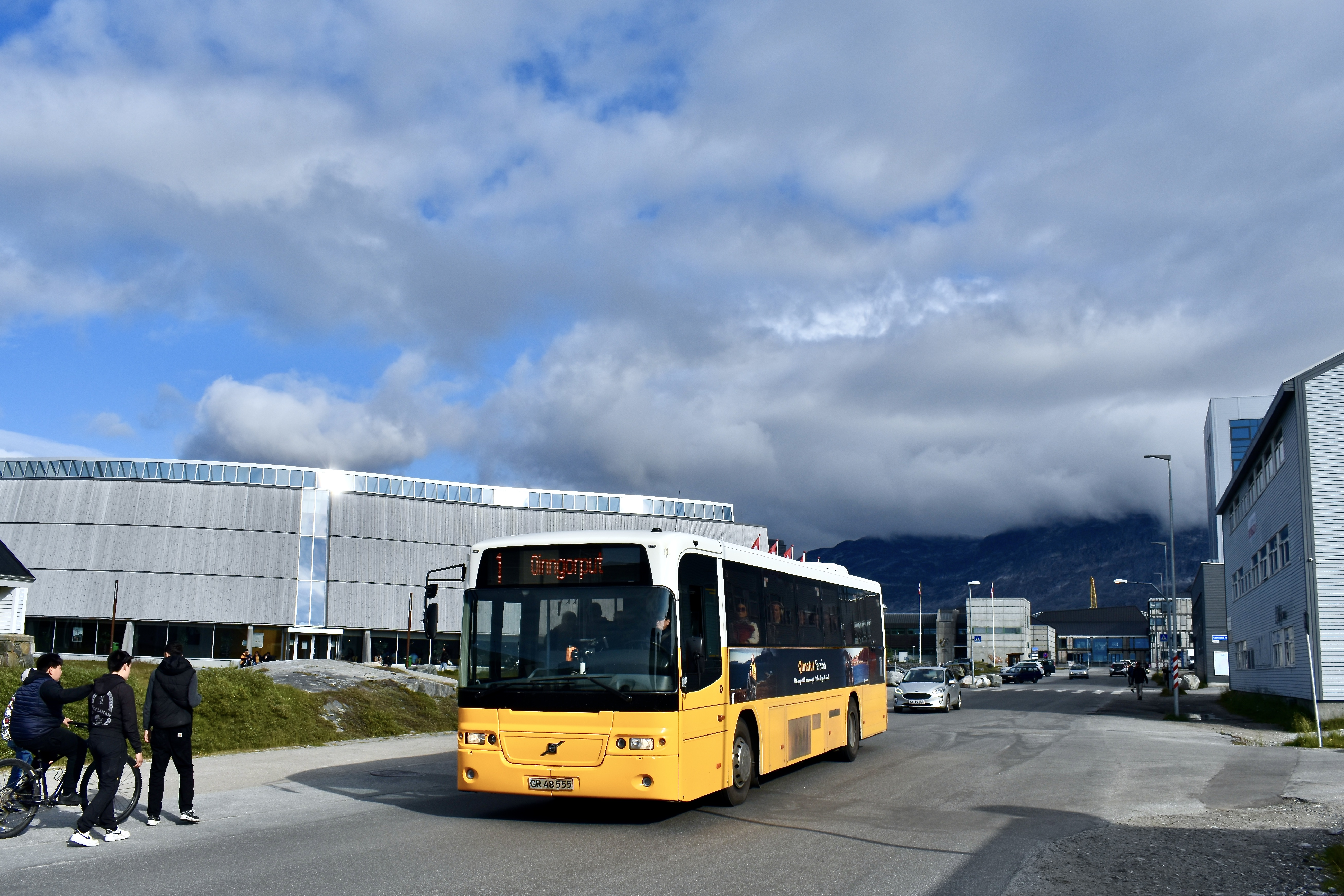
Ligne 1
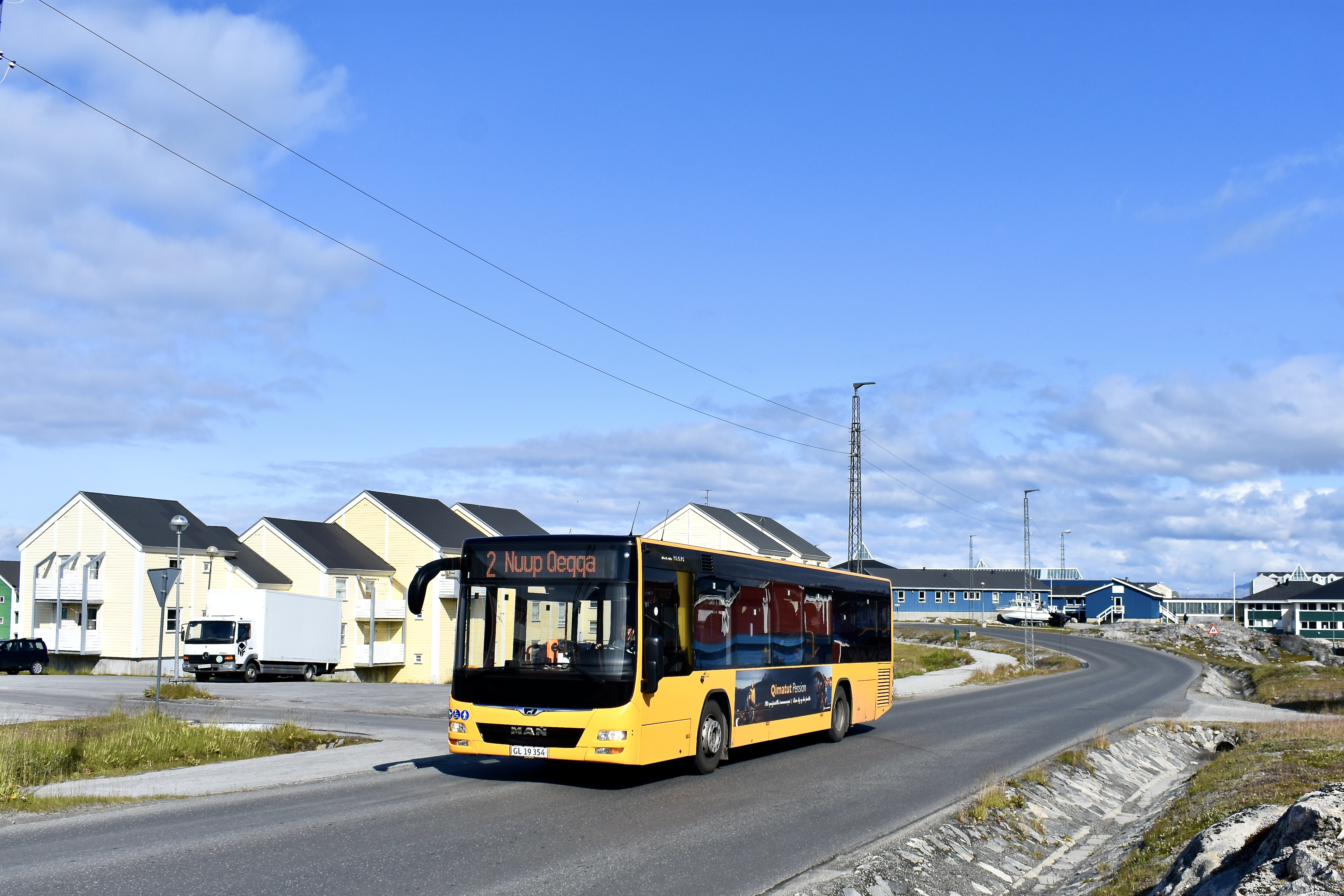
Ligne 2
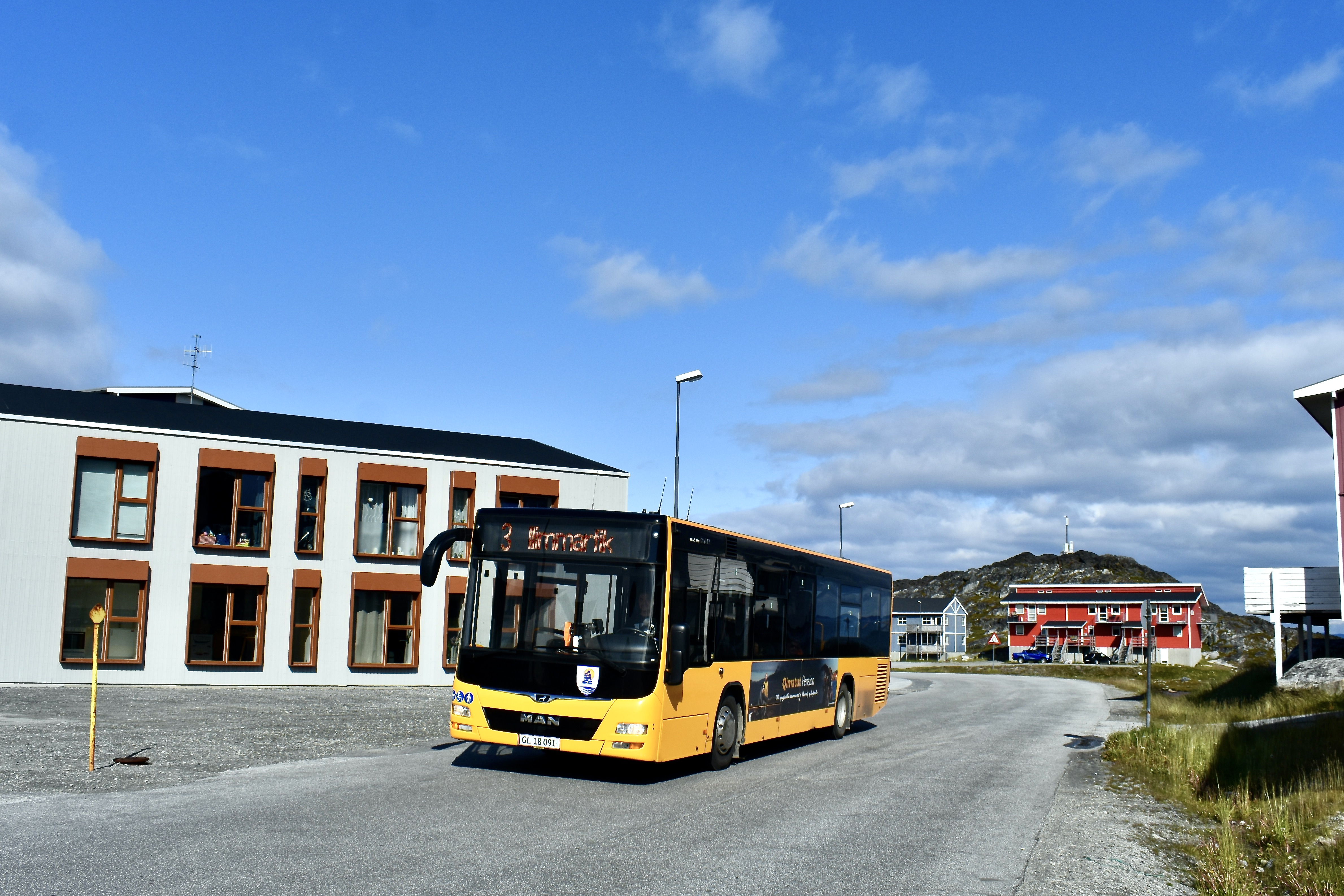
Ligne 3

| 1     | Dernière actualisation : — |                                       |                                       |                                       |                                       |                                               |                                          |                                       |                                       |
| 2     | Sarfaannguit ⥋ Qatserisut | Sarfaannguit ⥋ Qatserisut             | Sarfaannguit ⥋ Qatserisut             | Sarfaannguit ⥋ Qatserisut             | Sarfaannguit ⥋ Qatserisut             | Sarfaannguit ⥋ Qatserisut                     | Sarfaannguit ⥋ Qatserisut                | Sarfaannguit ⥋ Qatserisut             | Sarfaannguit ⥋ Qatserisut             |
| 2     | Ouverture / Fermeture — / — | Longueur —                            | Durée 38 min                          | Nb. d’arrêts 24                       | Matériel —                            | Jours de fonctionnement L, Ma, Me, J, V, S, D | Jour / Soir / Nuit / Fêtes O / O / N / O | Voy. / an —                           | Exploitant Nuup Bussii A/S            |
| 2     | Desserte : - Villes et lieux desservis : Nuuk (Sarfaannguit, Akunnerit, Qajaasat, Eqalugalinnguit, Atertaq, Ilimmarfik, Manguaraq, Nukalloq, Nunngarut, Narsarviaq, Illorput, Nigerleq, Sangoriaq, Nuniaffik, Qajaasat, Paarnat, Eqalugalinnguit Tasiat, H.J.Rinksvej, Rasmuuseeqqap Aqq., Kuussuaq, Nuup Qeqqa, Katersortarfik, N.I., Qatserisut) |                                       |                                       |                                       |                                       |                                               |                                          |                                       |                                       |
| 2     | Autre : - Arrêts non accessibles aux UFR : — - Fréquences (Heures Pointe/ Heures Creuses) : HP 20 min / HC 40 min - Particularités : - Date de dernière mise à jour : 20 juin 2021. |                                       |                                       |                                       |                                       |                                               |                                          |                                       |                                       |
| 2     | Dernière actualisation : — |                                       |                                       |                                       |                                       |                                               |                                          |                                       |                                       |
| 3     | H.J.Rinksvej ⥋ Eqalugalinnguit Tasiat | H.J.Rinksvej ⥋ Eqalugalinnguit Tasiat | H.J.Rinksvej ⥋ Eqalugalinnguit Tasiat | H.J.Rinksvej ⥋ Eqalugalinnguit Tasiat | H.J.Rinksvej ⥋ Eqalugalinnguit Tasiat | H.J.Rinksvej ⥋ Eqalugalinnguit Tasiat         | H.J.Rinksvej ⥋ Eqalugalinnguit Tasiat    | H.J.Rinksvej ⥋ Eqalugalinnguit Tasiat | H.J.Rinksvej ⥋ Eqalugalinnguit Tasiat |
| 3     | Ouverture / Fermeture — / — | Longueur —                            | Durée 57 min                          | Nb. d’arrêts 24                       | Matériel —                            | Jours de fonctionnement L, Ma, Me, J, V, S    | Jour / Soir / Nuit / Fêtes O / N / N / N | Voy. / an —                           | Exploitant Nuup Bussii A/S            |
| 3     | Desserte : - Villes et lieux desservis : Nuuk (H.J.Rinksvej, Rasmuuseeqqap Aqq., Kuussuaq, Nuup Qeqqa, Katersortarfik, N.I., Qatserisut, Sarfaannguit, Akunnerit, Qernertunnguanut, Eqalugalinnguit, Nunngarut, Narsarviaq, Illorput, Nigerleq, Sangoriaq, Nuniaffik, Atertaq, Ilimmarfik, Nukappiakuluk, Isikkivik, Nuuk Lufthavn, Air Greenland adm., Isikkivik, Aanaap Illua, Ilimmarfik, Manguaraq, Nukalloq, Paarnat, Qernertunnguanut, Eqalugalinnguit Tasiat) |                                       |                                       |                                       |                                       |                                               |                                          |                                       |                                       |
| 3     | Autre : - Arrêts non accessibles aux UFR : — - Fréquences (Heures Pointe/ Heures Creuses) : HP 60 min / HC 60 min - Particularités : - Date de dernière mise à jour : 20 juin 2021. |                                       |                                       |                                       |                                       |                                               |                                          |                                       |                                       |
| 3     | Dernière actualisation : — |                                       |                                       |                                       |                                       |                                               |                                          |                                       |                                       |

- Ligne 1
- Ligne 2
- Ligne 3

### Lignes X1, X2
| Ligne | Caractéristiques | Caractéristiques          | Caractéristiques          | Caractéristiques          | Caractéristiques          | Caractéristiques                        | Caractéristiques                         | Caractéristiques          | Caractéristiques           |
| X1    | Akunnerit ⥋ Narsarsuaq | Akunnerit ⥋ Narsarsuaq    | Akunnerit ⥋ Narsarsuaq    | Akunnerit ⥋ Narsarsuaq    | Akunnerit ⥋ Narsarsuaq    | Akunnerit ⥋ Narsarsuaq                  | Akunnerit ⥋ Narsarsuaq                   | Akunnerit ⥋ Narsarsuaq    | Akunnerit ⥋ Narsarsuaq     |
| ----- | --- | ------------------------- | ------------------------- | ------------------------- | ------------------------- | --------------------------------------- | ---------------------------------------- | ------------------------- | -------------------------- |
| X1    | Ouverture / Fermeture — / — | Longueur —                | Durée 28 min              | Nb. d’arrêts 13           | Matériel —                | Jours de fonctionnement L, Ma, Me, J, V | Jour / Soir / Nuit / Fêtes O / N / N / N | Voy. / an —               | Exploitant Nuup Bussii A/S |
| X1    | Desserte : - Villes et lieux desservis : Nuuk (Akunnerit, Eqalugalinnguit, Naluttarfik Malik, Tikiusaaq, Atuarfik Hans Lynge, Asiarpak, Qattaaq, Paarnat, Eqalugalinnguit Tasiat, H.J.Rinksvej, Kommuneqarfik, Nuuk Center, Narsarsuaq)                                              |                           |                           |                           |                           |                                         |                                          |                           |                            |
| X1    | Autre : - Arrêts non accessibles aux UFR : — - Fréquences (Heures Pointe/ Heures Creuses) : HP 15 min / HC 15 min - Particularités : - Date de dernière mise à jour : 20 juin 2021.                                                                                                  |                           |                           |                           |                           |                                         |                                          |                           |                            |

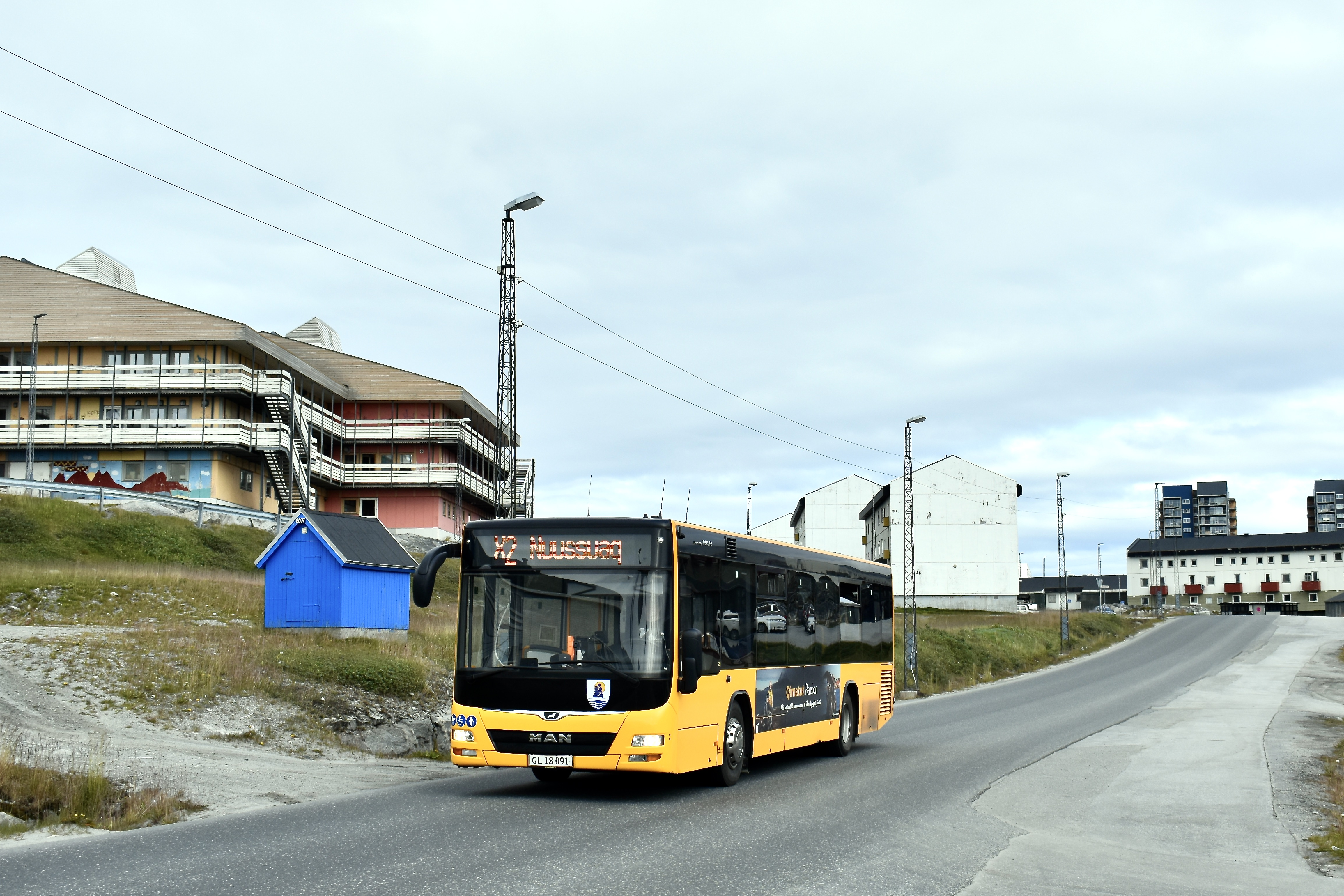
Ligne X2

| X1    | Dernière actualisation : — |                           |                           |                           |                           |                                         |                                          |                           |                            |
| X2    | Sarfaannguit ⥋ Qatserisut | Sarfaannguit ⥋ Qatserisut | Sarfaannguit ⥋ Qatserisut | Sarfaannguit ⥋ Qatserisut | Sarfaannguit ⥋ Qatserisut | Sarfaannguit ⥋ Qatserisut               | Sarfaannguit ⥋ Qatserisut                | Sarfaannguit ⥋ Qatserisut | Sarfaannguit ⥋ Qatserisut  |
| X2    | Ouverture / Fermeture — / — | Longueur —                | Durée 29 min              | Nb. d’arrêts 18           | Matériel —                | Jours de fonctionnement L, Ma, Me, J, V | Jour / Soir / Nuit / Fêtes O / O / N / O | Voy. / an —               | Exploitant Nuup Bussii A/S |
| X2    | Desserte : - Villes et lieux desservis : Nuuk (Sarfaannguit, Akunnerit, Eqalugalinnguit, Nunngarut, Narsarviaq, Illorput, Nigerleq, Sangoriaq, Nuniaffik, Paarnat, Eqalugalinnguit Tasiat, H.J.Rinksvej, Rasmuuseeqqap Aqq., Kuussuaq, Nuup Qeqqa, Katersortarfik, N.I., Qatserisut) |                           |                           |                           |                           |                                         |                                          |                           |                            |
| X2    | Autre : - Arrêts non accessibles aux UFR : — - Fréquences (Heures Pointe/ Heures Creuses) : HP 15 min / HC 15 min - Particularités : - Date de dernière mise à jour : 20 juin 2021.                                                                                                  |                           |                           |                           |                           |                                         |                                          |                           |                            |
| X2    | Dernière actualisation : — |                           |                           |                           |                           |                                         |                                          |                           |                            |

- Ligne X2

### Navette skibus
Une navette skibus relie également le domaine skiable au centre-ville via le quartier de Nuussuaq, l'université, l'aéroport et le quartier de Qinngorput pendant le weekend lorsque les remontées mécaniques sont ouvertes.